# Douglas Cheek
Douglas Cheek ist ein US-amerikanischer Filmregisseur, Editor, Produzent und Drehbuchautor. Er ist heute am besten für seinen 1984 erschienenen und ausgezeichneten B-Movie-Film C.H.U.D. – Panik in Manhattan bekannt, dessen Regisseur er war. Gleichzeitig ist C.H.U.D. auch sein finanziell größter Erfolg. Ansonsten arbeitete er überwiegend an Dokumentationen mit, dessen Editor er war. 2011 war er Produzent für den Thriller Claustrophobia.

## Filmografie
Als Regisseur
- 1975: Vegetable Soup (Fernsehserie)
- 1984: C.H.U.D. – Panik in Manhattan (C.H.U.D.)
- 2003: Empires: Peter & Paul and the Christian Revolution (Dokumentation)

Als Drehbuchautor
- 1991: A Little Vicious (Dokumentation)

Als Produzent
- 1998: The Puppies Present Incredible Animal Tales
- 2011: Claustrophobia

Als Filmeditor
- 1980: Big Blonde (Fernsehfilm)
- 1982: American Playhouse (Fernsehserie, eine Folge)
- 1990: A Search for Solid Ground: The Intifada Through Israeli Eyes (Dokumentation)
- 1990: Bobby Kennedy: In His Own Words (Dokumentation)
- 1995: Alien Autopsy: (Fact or Fiction?) (Dokumentation)
- 1995: Lizzie Borden Hash & Rehash (Dokumentation)
- 1996: 1914–1918 (Fernsehserie, zwei Folgen)
- 2001: Empires: The Roman Empire in the First Century (Fernsehserie, zwei Folgen)
- 2002: True Originals (Dokumentation, eine Folge)
- 2003: Empires: Peter & Paul and the Christian Revolution (Dokumentation)
- 2004: TV Revolution (Fernsehserie)
- 2004: Outfoxed: Rupert Murdoch’s War on Journalism (Dokumentation)
- 2004: Behind the Scenes of ‘Outfoxed’ (Dokumentation)
- 2004: Proof Positive: Evidence of the Paranormal (Dokumentation)
- 2005: Wal-Mart: The High Cost of Low Price (Dokumentation)
- 2006: Washington’s Generals (Fernsehserie)
- 2008: Long Story Short (Dokumentation)
- 2008: Independent Lens (Dokumentation, eine Folge)

## Auszeichnungen & Nominierungen
| Jahr | Preis                                                   | Kategorie          | Film                          | Ergebnis  |
| ---- | ------------------------------------------------------- | ------------------ | ----------------------------- | --------- |
| 1985 | Avoriaz Fantastic Film Festival                         | Grand Prize        | C.H.U.D. – Panik in Manhattan | Nominiert |
| 1985 | Brussels International Festival of Fantasy Film (BIFFF) | Bester Fantasyfilm | C.H.U.D. – Panik in Manhattan | Gewonnen  |